# Iraqi-Airways-Flug 163
Der Iraqi-Airways-Flug 163 (Flugnummer: IA163) war ein Linienflug vom Flughafen Bagdad im Irak zum Flughafen Amman in Jordanien. Am 25. Dezember 1986 verunglückte auf diesem Flug eine Boeing 737-270C bei ʿArʿar in Saudi-Arabien, nachdem Entführer eine Handgranate an Bord der Maschine gezündet hatten. Bei dem Zwischenfall starben 63 Personen an Bord der Maschine. Es handelt sich um den schwersten Zwischenfall in der Geschichte der Iraqi Airways.

## Flugzeug
Bei dem verunglückten Flugzeug handelte es sich um eine Boeing 737-270C, die zum Zeitpunkt des Unfalls 11 Jahre alt war. Die Maschine wurde im Werk von Boeing in Renton, Washington endmontiert und absolvierte am 15. Januar 1976 ihren Erstflug, ehe sie elf Tage später neu an die Iraqi Airways ausgeliefert wurde. Das Flugzeug trug die Werknummer 21183; es handelte sich um die 446. Boeing 737 aus laufender Produktion. Die Maschine wurde mit dem Luftfahrzeugkennzeichen YI-AGJ zugelassen. Das zweistrahlige Schmalrumpfflugzeug war mit zwei Triebwerken des Typs Pratt & Whitney JT8D-15 ausgestattet.

## Besatzung und Passagiere
Es befand sich eine 15-köpfige Besatzung an Bord, bestehend aus einem Kapitän, einem Ersten Offizier, zehn Flugbegleitern und drei Flugsicherheitsbegleitern. Den Linienflug IA163 von Bagdad nach Amman in Jordanien hatten 91 Passagiere angetreten.

## Unfallhergang
Der Start der Maschine vom Flughafen Bagdad und der Steigflug verliefen zunächst ohne besondere Vorkommnisse. Als die Maschine sich seit 55 Minuten in der Luft befand und auf einer Flughöhe von 26.000 Fuß (ca. 8000 Meter) in den Luftraum von Saudi-Arabien einflog, sprangen plötzlich vier Entführer auf und versuchten, zum Cockpit zu gelangen. Einer der Entführer, der in der Economy-Klasse gesessen hatte, wurde dabei beobachtet, wie er mit einer Handgranate bewaffnet in Richtung Cockpit rannte. Drei Flugsicherheitsbegleiter der Iraqi Airways rannten ebenfalls in Richtung Cockpit und versuchten, die Lage unter Kontrolle zu bekommen. Es folgte ein Schusswechsel, bei dem innerhalb von vier bis fünf Minuten rund 100 Schüsse abgefeuert wurden. Im nächsten Moment habe ein Entführer, der angeschossen und verletzt wurde, eine Handgranate in die Passagierkabine geworfen. Die Piloten leiteten umgehend einen Notabstieg ein. Als sich die Maschine in einer Höhe von 16000 Fuß (ca. 5000 Meter) befand, explodierte eine weitere Handgranate in der Nähe des Cockpits. Die Passagierkabine wurde durch schwarzen Rauch vernebelt. Die Piloten konnten die Maschine nun noch schwer kontrollieren. Sie steuerten die Boeing noch weitere 20 Minuten durch den Luftraum des nördlichen Saudi-Arabien und versuchten, auf dem Flughafen ʿArʿar in Saudi-Arabien notzulanden. Die Maschine überrollte jedoch das Landebahnende um 800 Meter, zerbrach in zwei Teile und geriet in Brand.

## Opfer
Bei dem Ereignis starben 63 Personen, darunter drei Besatzungsmitglieder. Von den vier Entführern starb einer bei dem Unfall, zwei wurden von den Sicherheitsleuten erschossen, einer überlebte. Der ehemalige jordanische Innenminister Suleiman Aarar war unter den Überlebenden. Durch Zeugenaussagen konnte der Ablauf der Geschehnisse an Bord im Wesentlichen rekonstruiert werden.

## Urheber
Nach der Tat ging bei verschiedenen Medienredaktionen eine Reihe von Bekenneranrufen ein. Die Anrufer bekannten sich jeweils zur Organisation Islamischer Dschihad sowie zu Gruppierungen wie „Organisation revolutionärer Gerechtigkeit“ und „Revolutionäre Arbeiterorganisation“, die zum Teil bis zu diesem Zeitpunkt namentlich nicht bekannt gewesen waren. Im Namen der Hisbollah erklärte ein mutmaßlicher Bekenner: „Allah ist groß. Nieder mit dem irakischen Tyrannen Saddam Hussein. Wir haben versucht, die Maschine in unsere Gewalt zu bekommen, weil sich an Bord Agenten des irakischen Tyrannen befanden.“
Der Irak machte den Iran für den Angriff verantwortlich, was die iranische Regierung jedoch dementierte. Hinweise deuteten auf eine Urheberschaft der militant-schiitischen Hisbollah aus dem Libanon, die von der schiitisch-klerikalen Regierung des Iran unterstützt wurde. Die CIA konnte einen der Angreifer als den Libanesen Ribal Khalil Jallul identifizieren. Sein Passbild wies eine Übereinstimmung mit einem Märtyrerposter der Hisbollah auf, das in der Nähe einer Moschee in Beirut gesehen worden war.

## Flugnummer
Obwohl es sich bei dem Flug um den schwersten Unfall in der Geschichte der Iraqi Airways handelt, änderte die Fluggesellschaft nicht, wie dies in der kommerziellen Luftfahrt häufig gemacht wird, nach dem Unfall die Flugnummer. Mit Stand August 2019 wurde die Flugverbindung zwischen Bagdad und Amman nach wie vor unter der Flugnummer IA163 bedient.